# قطعنامه ۱۷۵۹ شورای امنیت
قطعنامه  ۱۷۵۹ شورای امنیت سازمان ملل متحد که در تاریخ ۲۰ ژوئن ۲۰۰۷ تصویب شد، سندی بین‌المللی دربارهٔ بررسی وضعیت خاورمیانه است. این قطعنامه طی نشست ۵۶۹۸ام با ۱۵ رای موافق، ۰ مخالف و ۰ ممتنع تصویب شد.